# Brückenrestaurant

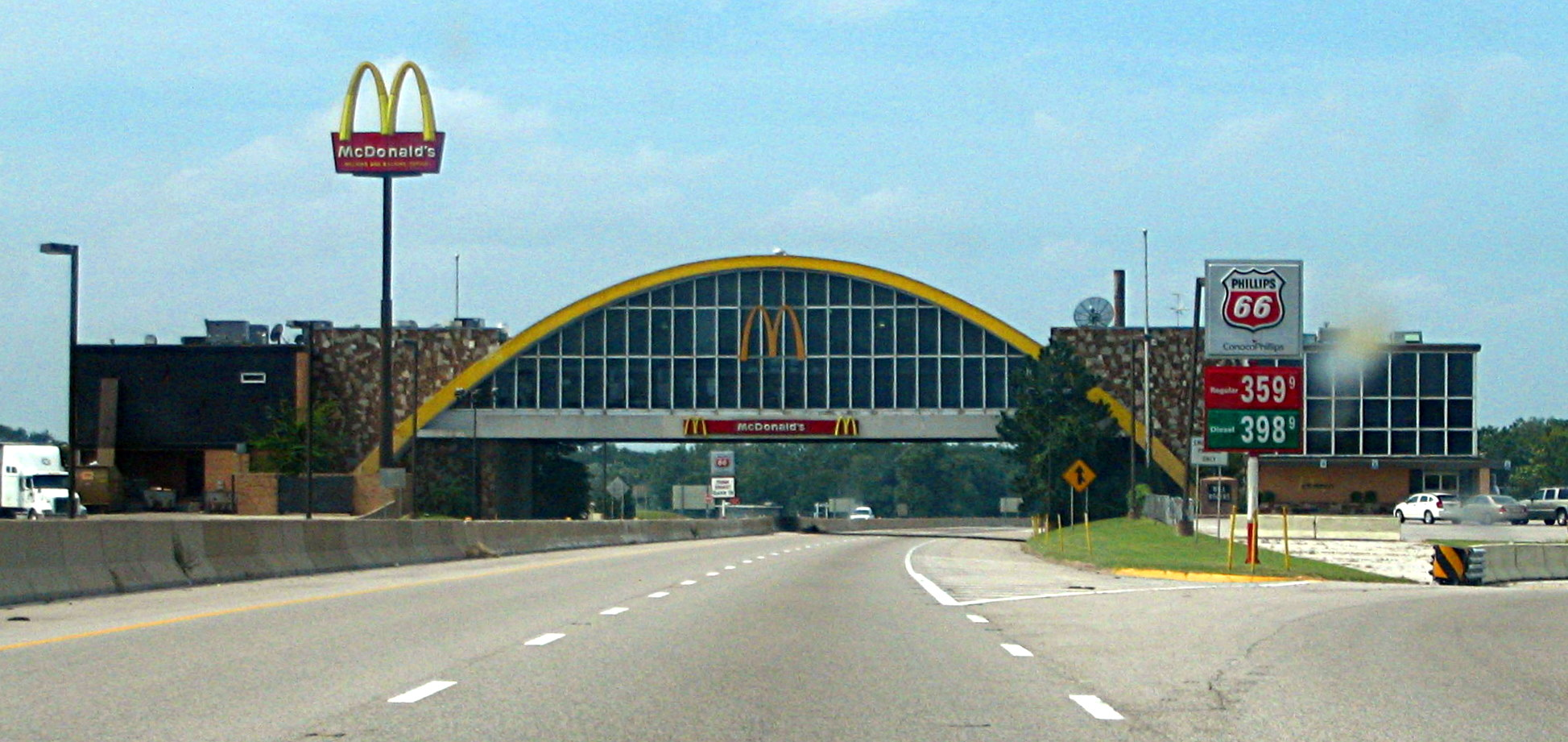
Will Rogers Archway an der Interstate 44 in Vinita, Oklahoma; das erste Brückenrestaurant der Welt, errichtet 1957

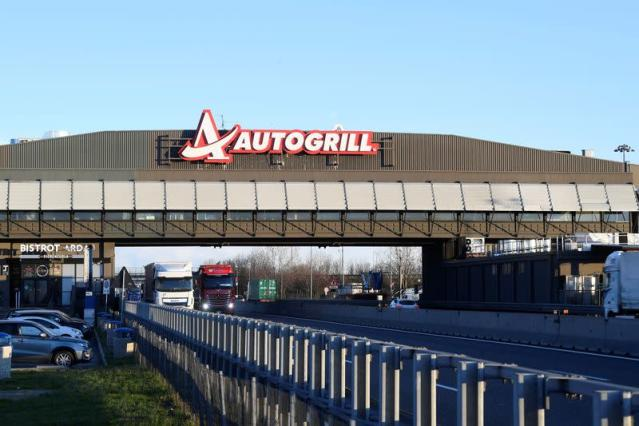
Brückenrestaurant Autogrill an der A1 in Fiorenzuola d’Arda, Italien; das erste Brückenrestaurant Europas, errichtet 1959

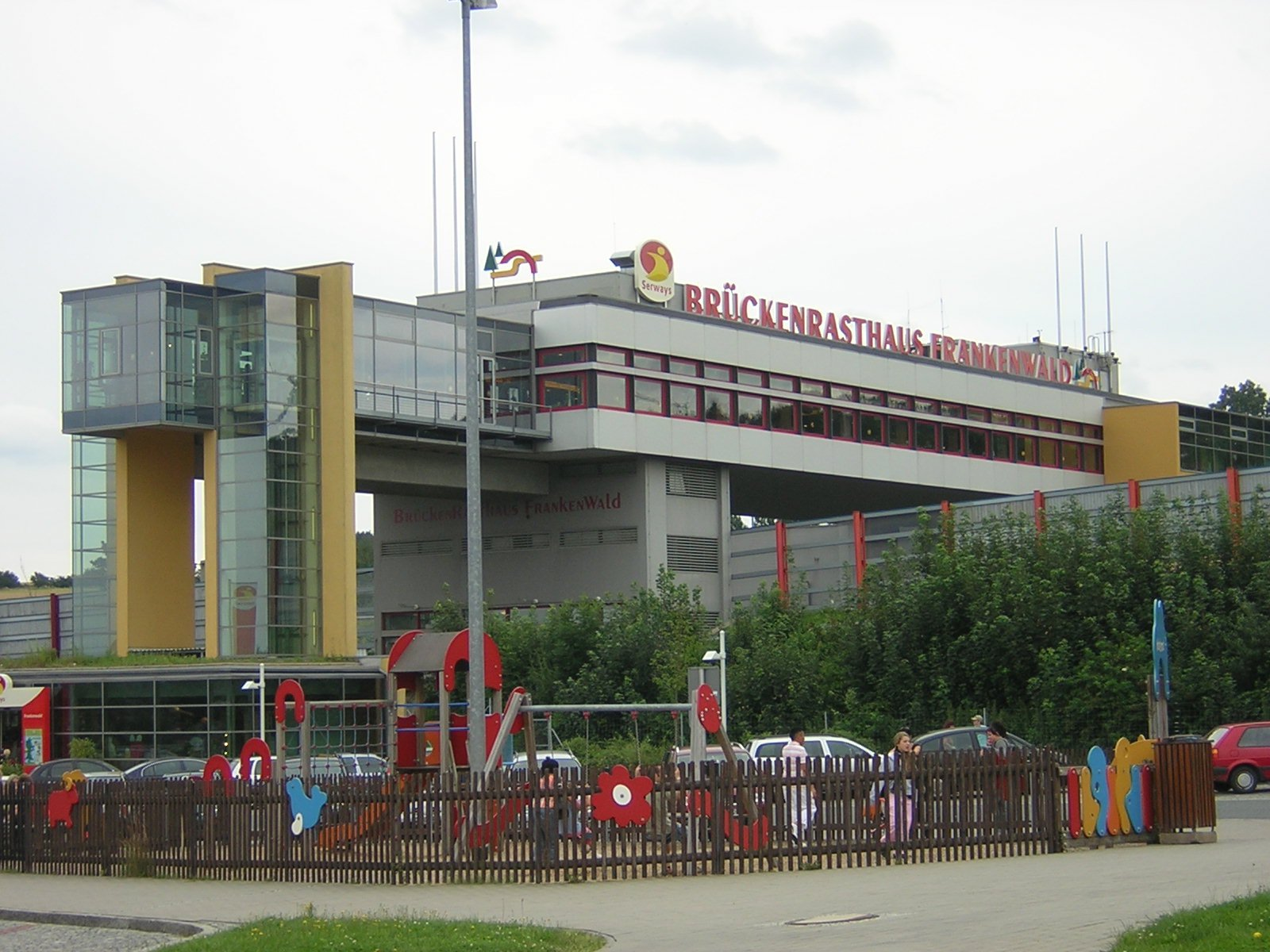
Brückenrasthaus Frankenwald an der deutschen A 9

Ein Brückenrestaurant ist eine besondere Bauform eines Restaurants, das sich in einem als Brücke errichteten Gebäude befindet.

## Als Autobahnraststätte
Ein Brückenrestaurant kann durch Verkehrsteilnehmer von beiden Seiten der Autobahn besucht werden, sodass nicht je ein Restaurant für jede Richtungsfahrbahn unterhalten werden muss. Zusätzlich wird durch die Überbauung der Autobahn weniger Fläche für die Raststätte verbraucht. Daneben können Besucher den laufenden Verkehr beobachten.

### Vereinigte Staaten
Das erste Brückenrestaurant wurde 1957 in Vinita, Oklahoma, erbaut. Die North Illinois Toll Highway, die Umfahrungsstraße Chicagos, wurde 1958 während des Baus mit fünf Brückenrestaurants versehen. 1960 trat US-Bundesgesetz 23 (Highways) in Kraft, das kommerzielle Nutzung von Rastplätzen entlang der Interstate Highways untersagte. Die schon 1960 bewirtschafteten Rastplätze durften weiter betrieben werden. Weil die nicht betroffenen Turnpikes (staatliche Mautstraßen) bereits Raststätten hatten, wurde die Verbreitung von Brückenrestaurants nahezu gestoppt. Allerdings kam 1967 noch eines (Lincoln Oasis) dazu, ebenfalls in Illinois.

### Italien
Der italienische Architekt Angelo Bianchetti übernahm das Konzept und baute 1959 für die Raststättenkette Pavesi das erste Brückenrestaurant Europas in Fiorenzuola d’Arda an der Autobahnraststätte „Arda“. Die Verbreitung der Brückenrestaurants lief danach gleichauf mit der Ausbau des Autobahnnetzes. Pavesis Konkurrent Motta folgte 1961 mit der Brückenraststätte in Cantagallo von Architekt Melchiorre Bega. Beide Brücken wurden getragen von Eingangsgebäuden aus Stahlbeton, die Brücken selber wurden als Stahlskelettbau konstruiert. 1962 ersetzte Pavesi zwei existierende Raststätten an der A4 durch Brückenrestaurants. Diese wurden von Bianchetti als Stahlbeton-Konstruktion erbaut in Novara und Osio, heute Brembo. In Italien sind letztendlich 14 von 290 Autobahnraststätten als Brückenrestaurants ausgeführt worden. In Alfaterna (Nocera Inferiore) war sogar ein Motel im 2. Stock der Brücke, allerdings gibt es hier heute nur noch die Eingangsgebäude auf beiden Seiten der Autobahn. Im Herbst 2021 wurde das Rasthaus auf der A1 bei Montepulciano abgerissen, die Brücke bei Alfaterna ist ebenfalls bereits seit Längerem abgerissen worden. Heute existieren in Italien noch 12 Brückenrestaurants.

### Großbritannien
1958 wurde die erste Teilstrecke der M6 eröffnet. Bei dem weiteren Ausbau waren auch Motorway Services Area (MSA) vorgesehen. Viele dieser MSA haben eine Fußgängerbrücke, aber nur fünf der 91 MSA sind als Brückenrestaurant ausgeführt worden. Die M6 wurde mit drei Brückenrestaurants bestückt. Die nie vollendete M2 London–Dover erhielt ein Brückenrestaurant bei Farthing Corner, heute Medway. Als letztes Brückenrestaurant in Großbritannien wurde 1966 Leicester Services eröffnet.

### Deutschland
Brückenrestaurants befinden sich an der A 1 bei Holdorf (Raststätte Dammer Berge) und an der A 9 bei Rudolphstein (Brückenrasthaus Frankenwald). Diese hatten allerdings höhere Baukosten als bei zwei einzelnen Raststätten angefallen wären. Außerdem mussten aufgrund der Gebäudelänge Einrichtungen wie Toiletten, Küchen und Lager doppelt vorgesehen werden, so dass wegen zu hoher Kosten keine weiteren Brückenrestaurants in Deutschland errichtet wurden.

### Restliches Europa
In Belgien sind Brückenrestaurants weit verbreitet. Anfang der 1970er Jahre wurden in Frankreich, von Jacques Borel, und der Schweiz erste Brückenrestaurants eröffnet.
In der Schweiz befinden sich Brückenrestaurants bei Autobahnraststätte Würenlos an der A1 und Knonauer Amt an der A4. Die Autobahnraststätte Pratteln besitzt ein Brückenbauwerk, in dem sich Läden und jeweils ein Restaurant an beiden Enden befinden.
In den Niederlanden werden ab 1980, in Skandinavien ab 1986 Brückenrestaurants betrieben.

## Weitere Brückenrestaurants
In Österreich befindet sich laut eigener Aussage das zur Zeit kleinste Brückenrestaurant der Welt. In der Kufsteiner Altstadt wurde die Übergangsbrücke zwischen Wirtshaus und Hotel des Auracher Löchls kurzerhand zum Brückenrestaurant für zwei Personen umfunktioniert.
Während Messen und Großveranstaltungen befindet sich eine Cafeteria in der Brücke, die das ICC Berlin mit dem Messegelände verbindet. Durch angeschrägte Fenster hat der Gast einen Ausblick auf den darunter verlaufenden Messedamm.
Das Haus am Ende der Deutschen Weinstraße beherbergt ebenfalls ein Brückenrestaurant (siehe Haus der Deutschen Weinstraße).
Im wörtlichen Sinn kann auch das Turmrestaurant auf dem Pylon der Neuen Donaubrücke in Bratislava, Slowakei, als Brückenrestaurant bezeichnet werden.

## Brückenrestaurants weltweit
| Land                   | Raststätte                            | Straße                         | Eröffnung     | Geographie                   | Bild |
| ---------------------- | ------------------------------------- | ------------------------------ | ------------- | ---------------------------- | ---- |
| Vereinigte Staaten     | Will Rogers Archway, Vinita, Oklahoma | Will Rogers Turnpike           | 1957          | 36°37'N, 95°8'W              |      |
| Vereinigte Staaten     | Belvidere Oasis                       | Interstate 90                  | 1959          | 42°14'N, 88°50'W             |      |
| Vereinigte Staaten     | Des Plaines Oasis                     | Interstate 90                  | 1959          | 42°14'N, 87°55'W             |      |
| Vereinigte Staaten     | Hinsdale Oasis                        | Interstate 294                 | 1959          | 41°47'N, 87°54'W             |      |
| Vereinigte Staaten     | Lake Forest Oasis                     | Interstate 94                  | 1959          | 42°15'N, 87°54'W             |      |
| Vereinigte Staaten     | O’Hare Oasis                          | Interstate 294                 | 1959          | 41°57'N, 87°52'W             |      |
| Vereinigte Staaten     | Abraham Lincoln Oasis                 | Interstate 80                  | 1967          | 41°34'N, 87°35'W             |      |
| Italien                | area di servizio Arda                 | A1                             | 29. Dez. 1959 | 44°57'N, 9°54'O              |      |
| Italien                | area di servizio Cantagallo           | A1                             | 23. Apr. 1961 | 44°27'N, 11°16'O             |      |
| Italien                | area di servizio Chianti              | A1                             | 1962          | 43°43'N, 11°19'O             |      |
| Italien                | area di servizio Montepulciano        | A1 abgerissen                  | 1967          | 43°8'N, 11°51'O              |      |
| Italien                | area di servizio Alfaterna            | A3 abgerissen                  | 1971          | 40°43'N, 14°40'O             |      |
| Italien                | area di servizio Brembo               | A4                             | 1962          | 45°37'N, 9°35'O              |      |
| Italien                | area di servizio Limenella            | A4                             | 2. Apr. 1967  | 45°26'N, 11°50'O             |      |
| Italien                | area di servizio Novara               | A4                             | 1962          | 45°28'N, 8°39'O              |      |
| Italien                | area di servizio Scaligera            | A4                             | 1969          | 45°24'N, 11°13'O             |      |
| Italien                | area di servizio Sebino               | A4                             | 1962          | 45°35'N, 9°57'O              |      |
| Italien                | area di servizio Dorno                | A7                             | 11. Mai 1964  | 45°8'N, 8°59'O               |      |
| Italien                | area di servizio Serravalle           | A11                            | 1962          | 43°53'N, 10°49'O             |      |
| Italien                | area di servizio Frascati             | A1dir                          | 1963          | 41°49'N, 12°39'O             |      |
| Italien                | area di servizio Feronia              | A1dir                          | 1964          | 42°8'N, 12°36'O              |      |
| Italien                | La Porta                              | via Stalingrado, Bologna       | 2010          | 44°30'41.07'N, 11°21'26.16'E |      |
| Deutschland            | Raststätte Dammer Berge               | A1                             | 1969          | 52°32'N, 8°6'O               |      |
| Deutschland            | Raststätte Frankenwald                | A9                             | 1967          | 50°24'N, 11°46'O             |      |
| Deutschland            | Haus der Deutschen Weinstraße         | Deutsche Weinstraße            | 1995          | 49°36'N, 8°10'O              |      |
| Deutschland            | ICC Berlin                            | Messedamm                      | 2. Apr. 1979  | 52°30'N, 13°16'O             |      |
| Schweiz                | Autobahnraststätte Pratteln           | A2/A3                          | 26. Okt. 1978 | 47°31'N, 7°42'O              |      |
| Schweiz                | Autobahnraststätte Würenlos           | A1/A3                          | 13. Mai 1972  | 47°26'N, 8°21'O              |      |
| Schweiz                | Raststätte Knonauer Amt               | A4                             | 13. Nov. 2009 | 47°16'N, 8°26'O              |      |
| Frankreich             | Lançon-Provence                       | A7                             |               | 43°35'N, 5°11'O              |      |
| Frankreich             | Saint Albain                          | A6                             | 24. Juli 1971 | 46°25'N, 4°51'O              |      |
| Frankreich             | Beaune-Merceuil                       | A6                             | 29. Okt. 1970 | 46°57'N, 4°50'O              |      |
| Frankreich             | Nemours                               | A6                             |               | 48°15'N, 2°43'O              |      |
| Frankreich             | Orléans-Saran                         | A10                            | 1975          | 47°58'N, 1°51'O              |      |
| Frankreich             | Haudiomont                            | A4                             |               | 49°7'N, 5°30'O               |      |
| Spanien                | El Penedes                            | E 90                           |               | 41°17'N, 1°35'O              |      |
| Spanien                | Lleida                                | E 90                           |               | 41°32'N, 0°38'O              |      |
| Spanien                | La Plana                              | E 15                           |               | 39°51'N, 0°7'W               |      |
| Spanien                | La Jonquera                           | AP-7                           |               | 42°24'N, 2°52'O              |      |
| Spanien                | Porta Cerdanya                        | E 9                            |               | 42°20'N, 1°49'O              |      |
| Spanien                | Arrigorriaga                          | AP-68                          |               | 43°11'N, 2°53'W              |      |
| Vereinigtes Königreich | Medway                                | M2                             | 1. Nov. 1963  | 51°20'N, 0°36'O              |      |
| Vereinigtes Königreich | Keele                                 | M6                             | 1963          | 52°59'N, 2°17'W              |      |
| Vereinigtes Königreich | Knutsford                             | M6                             | 1963          | 53°18'N, 2°24'W              |      |
| Vereinigtes Königreich | Charnock Richard                      | M6                             | 1963          | 53°37'N, 2°41'W              |      |
| Vereinigtes Königreich | Leicester Forest East                 | M1                             | 1966          | 52°37'N, 1°12'W              |      |
| Österreich             | Auracher Löchl                        | Römerhofgasse, Kufstein        |               | 47°34'N, 12°10'O             |      |
| Niederlande            | Den Ruygen Hoek                       | A4                             | 18. Dez. 1980 | 52°15'N, 4°41'O              |      |
| Niederlande            | Oldenzaal                             |                                |               | 52°17'N, 6°55'O              |      |
| Norwegen               | Holmestrand                           | E 18                           |               | 59°30'N, 10°12'O             |      |
| Schweden               | Nyköpingsbro                          | E 4                            | 1986          | 58°44'N, 16°55'O             |      |
| Schweden               | Gävle Bro                             | E 4                            | 1987          | 60°38'N, 17°07'O             |      |
| Belgien                | Verlaine                              | A15                            |               | 50°35'N, 5°18'O              |      |
| Belgien                | Wanlin                                | A4                             | 1995          | 50°8'N, 5°4'O                |      |
| Belgien                | Opzullik                              | A8                             |               | 50°41'N, 3°53'O              |      |
| Belgien                | Orival                                | A7                             | 2001          | 50°36'N, 4°18'O              |      |
| Belgien                | Gierle                                | E 34                           |               | 51°17'N, 4°52'O              |      |
| Belgien                | Arlon                                 | A4                             |               | 49°38'N, 5°49'O              |      |
| Belgien                | Barchon                               | A3                             |               | 50°39'N, 5°42'O              |      |
| Malaysia               | Sungai Buloh                          | E1                             |               | 3°11'N, 101°35'O             |      |
| Malaysia               | Ayer Keroh                            | E2                             |               | 2°23'N, 102°13'O             |      |
| Malaysia               | Subang Jaya                           | E6                             |               | 3°1'N, 101°34'O              |      |
| Nordkorea              | Sohung Tea house (Hungsu-ri)          | AH1 (Pjöngjang – DMZ (-Seoul)) |               | 38°28'N, 126°4'O             |      |
| Griechenland           | Sirios – Malakasa                     | A1                             |               | 38°15'N, 23°44'O             |      |
| Südafrika              | Midrand                               | N1                             |               | 25°58'S, 28°7'O              |      |
| Südafrika              | Petroport                             | N1                             |               | 25°36'S, 28°16'O             |      |
| Chile                  | Peñaflor                              | AP-78                          | 1998          | 33°38'S, 70°52'W             |      |

## Trivia
In dem Comic Asterix bei den Schweizern machen Asterix und Obelix Rast in einem Ess-O-Guck.